# Shinron
Shinron (新論) est un ouvrage d'Aizawa Seishisai publié en 1825. Il aborde la notion d'essence nationale, ou Kokutai, que la déesse Amaterasu aurait transmise au peuple japonais.